# 퉁구스어족
퉁구스어족(Tungus語族)은 동부 시베리아와 만주 지역의 퉁구스 민족들이 사용하는 언어 분류이다. 만주-퉁구스어족(Manchu–Tungus)이라고도 한다. 오늘날 퉁구스어족의 언어들은 대부분 사멸 위기에 처해있으며 모든 언어의 화자 수를 다 합쳐도 10만 명이 채 되지 않는다. "퉁구스"라는 명칭은 러시아인들이 에벤키족을 가리키던 명칭에서 유래한다.

## 분류

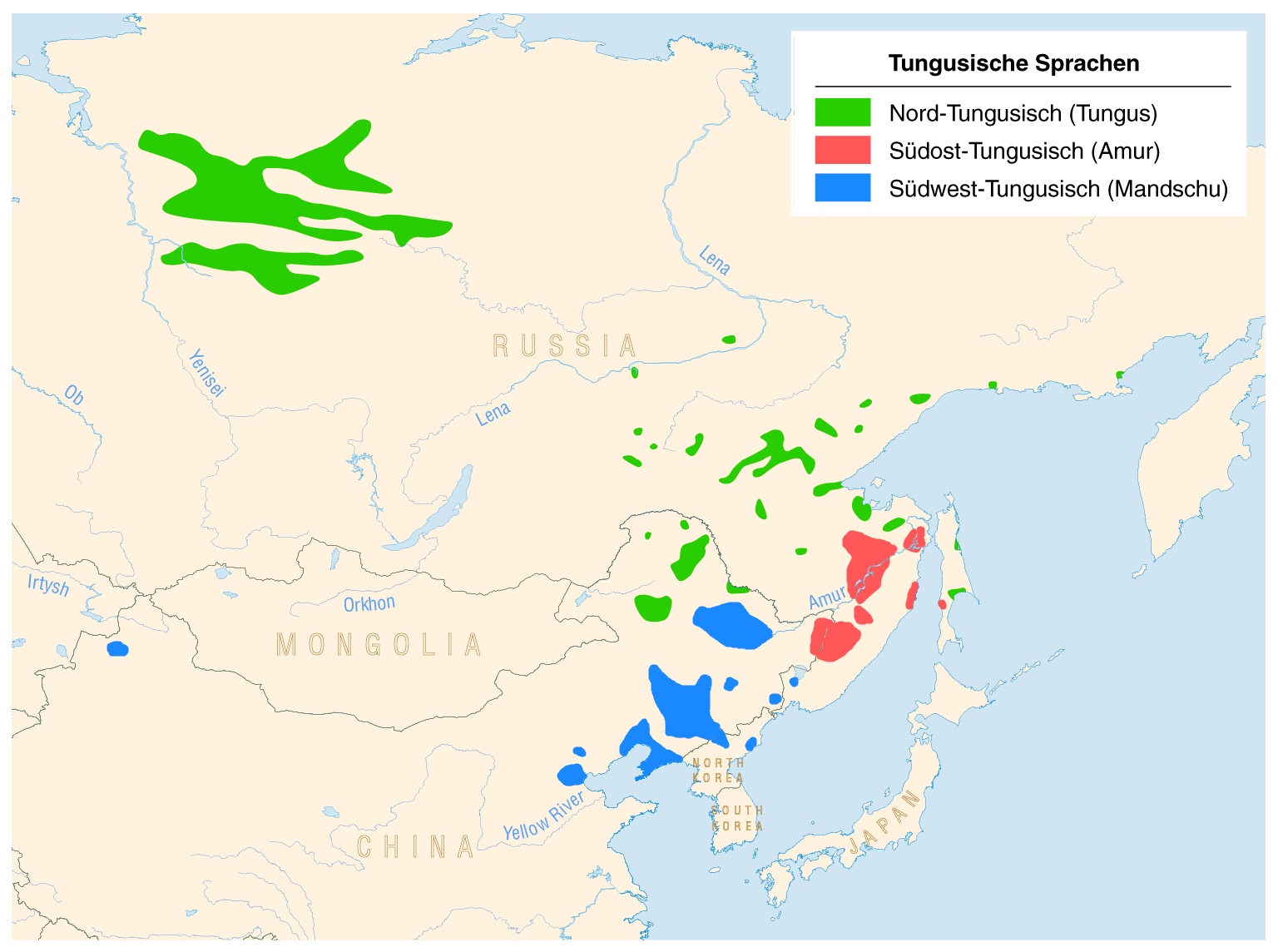

크게 남부와 북부의 어파로 구분하는 분류가 널리 쓰이고 있으나 둘 사이의 명확한 구분은 없으며 분류 기준도 논쟁적이다. 일부 학자들은 퉁구스어를 분류하는 데 트리 모델이 적합하지 않다고 비판하며, 오랜 상호 접촉의 역사를 감안할 때 방언연속체로 취급하는 것이 적합하다고 본다. 중간 분류로, Hölzl (2018) 등은 에벤어군, 우데게어군, 나나이어군, 여진어군을 인정하고 있다.
- 남퉁구스어파
  - 여진어군 (만주어군, 남서퉁구스어)
    - 여진어
      - 만주어
      - 시버어

    - 중국 캬칼라어
    - 발라어
    - 알추카어

  - 나나이어군 (남동퉁구스어)
    - 나나이어
      - 나나이 방언
      - 아카니 방언
      - 비라르 방언
      - 사마기르 방언

    - 오로크어 (윌타어)
    - 울치어

- 북퉁구스어파
  - 우데게어군 (오로치-우데게어군; 남퉁구스어파의 영향을 강하게 받음)
    - 오로치어
    - 우데게어
      - 쿠르-우르미 방언
      - 북부 (우디허) 방언
      - 남부 (캬칼라) 방언

  - 에벤어군
    - 에벤어 (라무트어)
    - 에벤키어군
      - 에벤키어 (퉁구스어)
        - 솔론어
        - 시베리아 에벤키어

      - 네기달어
      - 오로촌어
      - 킬리어 (본래 나나이어의 방언으로 여겨짐)

## 공통적 특징
퉁구스어는 형태론적으로 교착어이며, 일부는 복잡한 격 체계, 시제/상 표시 체계를 갖고 있다. 모두 후치사가 있으나, 문법적 성이나 명사 부류가 나타나는 언어는 없다. 셈은 10진법 기반이며 1부터 10까지의 수사는 대부분 동계어로 확인된다. 모든 언어는 일반적인 어순이 주어-목적어-동사 순이다.

### 음운론
퉁구스어는 모음의 원순성과 긴장도라는 2가지 변수를 기반으로 한 복합적인 모음조화 체계를 보인다. 긴장음과 이완음은 같은 단어에 나타나지 않고, 접미사를 포함한 단어 전체의 모음은 어느 한 부류에만 속한다. 그러나 이러한 규칙은 절대적이지 않으며 대개 예외가 있다.
모음 길이는 대부분의 언어에서 음소적이며 많은 단어가 장모음인지 단모음인지에 따라 구별된다. 다만 여진어군(만주어, 시버어) 언어와 허저어는 장모음이 없다. 이중모음도 모든 언어에서 나타난다.

## 외부 관계
과거 언어학자들은 퉁구스어족을 튀르크어족, 몽골어족, 경우에 따라 한국어족, 일본어족과 함께 알타이어족에 포함시키기도 했다. 오늘날 퉁구스어족은 최상위 어족으로 여겨지나, 알타이어족이 유전적 계통인지 지역적 유사성인지는 여전히 논쟁적인 주제이다.

## 같이 보기
- 소멸위기언어